# Pedro de la Vega
Pedro de la Vega (Olavarría, 7 febbraio 2001) è un calciatore argentino, attaccante del Seattle Sounders.

## Caratteristiche tecniche
Esterno sinistro alto di piede destro, tutto corsa e dribbling che fa della rapidità e dell’estro le sue doti principali. 

## Carriera

### Club

#### Lanús
Cresciuto nel settore giovanile del Lanús, ha esordito in prima squadra il 16 settembre 2018 in occasione dell'incontro di campionato perso 1-0 contro il Racing Club.

#### Seattle Sounders
Il 24 gennaio 2024 viene ufficializzato il suo passaggio ai Seattle Sounders.

## Statistiche

### Presenze e reti nei club
Statistiche aggiornate all'8 giugno 2025.
| Stagione                | Squadra                 | Campionato              | Campionato | Campionato | Coppe nazionali | Coppe nazionali | Coppe nazionali | Coppe continentali | Coppe continentali | Coppe continentali | Altre coppe | Altre coppe | Altre coppe | Totale | Totale | Totale |
| Stagione                | Squadra                 | Comp                    | Pres       | Reti       | Comp            | Pres            | Reti            | Comp               | Pres               | Reti               | Comp        | Pres        | Reti        | Pres   | Reti   |        |
| ----------------------- | ----------------------- | ----------------------- | ---------- | ---------- | --------------- | --------------- | --------------- | ------------------ | ------------------ | ------------------ | ----------- | ----------- | ----------- | ------ | ------ | ------ |
| 2018-2019               | Lanús                   | PD                      | 10         | 0          | CA+CdS          | 2+3             | 0+1             | -                  | -                  | -                  | -           | -           | -           | 15     | 1      |        |
| 2019-2020               | Lanús                   | PD                      | 17         | 4          | CA+CdS+CM       | 2+1+6           | 1+0+0           | CS                 | 9                  | 1                  | -           | -           | -           | 35     | 6      |        |
| 2021                    | Lanús                   | PD                      | 18         | 1          | CA+CdL          | 0+12            | 0+2             | CS                 | 5                  | 1                  | -           | -           | -           | 35     | 4      |        |
| 2022                    | Lanús                   | PD                      | 1          | 0          | CA+CdL          | 0               | 0               | CS                 | 0                  | 0                  | -           | -           | -           | 1      | 0      |        |
| 2023                    | Lanús                   | PD                      | 25         | 6          | CA+CdL          | 2+13            | 0               | -                  | -                  | -                  | -           | -           | -           | 40     | 6      |        |
| Totale Lanús            | Totale Lanús            | Totale Lanús            | 71         | 11         |                 | 41              | 4               |                    | 14                 | 2                  |             | -           | -           | 126    | 17     |        |
| 2024                    | Seattle Sounders        | MLS                     | 16+4       | 1+0        | USOC            | 1               | 0               | -                  | -                  | -                  | LC          | 2           | 0           | 23     | 1      |        |
| 2025                    | Seattle Sounders        | MLS                     | 15         | 1          | -               | -               | -               | CCC                | 3                  | 3                  | Cmc         | -           | -           | 18     | 4      |        |
| Totale Seattle Sounders | Totale Seattle Sounders | Totale Seattle Sounders | 31+4       | 2+0        |                 | 1               | 0               |                    | 3                  | 3                  |             | 2           | 0           | 41     | 5      |        |
| Totale carriera         | Totale carriera         | Totale carriera         | 106        | 13         |                 | 42              | 4               |                    | 17                 | 5                  |             | 2           | 0           | 167    | 22     |        |

### Cronologia presenze e reti in nazionale
| Cronologia completa delle presenze e delle reti in nazionale ― Argentina under 20 | Cronologia completa delle presenze e delle reti in nazionale ― Argentina under 20 | Cronologia completa delle presenze e delle reti in nazionale ― Argentina under 20 | Cronologia completa delle presenze e delle reti in nazionale ― Argentina under 20 | Cronologia completa delle presenze e delle reti in nazionale ― Argentina under 20 | Cronologia completa delle presenze e delle reti in nazionale ― Argentina under 20 | Cronologia completa delle presenze e delle reti in nazionale ― Argentina under 20 | Cronologia completa delle presenze e delle reti in nazionale ― Argentina under 20 |
| Data                                                                              | Città                                                                             | In casa                                                                           | Risultato                                                                         | Ospiti                                                                            | Competizione                                                                      | Reti                                                                              | Note                                                                              |
| --------------------------------------------------------------------------------- | --------------------------------------------------------------------------------- | --------------------------------------------------------------------------------- | --------------------------------------------------------------------------------- | --------------------------------------------------------------------------------- | --------------------------------------------------------------------------------- | --------------------------------------------------------------------------------- | --------------------------------------------------------------------------------- |
| 20-1-2019                                                                         | Curicó                                                                            | Paraguay under 20                                                                 | 1 – 1                                                                             | Argentina under 20                                                                | Sudamericano Sub-20 2019 - 1º turno                                               | -                                                                                 | 72’                                                                               |
| 22-1-2019                                                                         | Talca                                                                             | Argentina under 20                                                                | 0 – 1                                                                             | Ecuador under 20                                                                  | Sudamericano Sub-20 2019 - 1º turno                                               | -                                                                                 | 69’                                                                               |
| 24-1-2019                                                                         | Curicó                                                                            | Uruguay under 20                                                                  | 0 – 1                                                                             | Argentina under 20                                                                | Sudamericano Sub-20 2019 - 1º turno                                               | -                                                                                 | 68’                                                                               |
| 26-1-2019                                                                         | Talca                                                                             | Argentina under 20                                                                | 1 – 0                                                                             | Perù under 20                                                                     | Sudamericano Sub-20 2019 - 1º turno                                               | -                                                                                 | 84’                                                                               |
| Totale                                                                            |                                                                                   | Presenze                                                                          | 4                                                                                 |                                                                                   | Reti                                                                              | 0                                                                                 |                                                                                   |